# 克莱尔·杜克
克莱尔·杜克（英語：Claire Duke，1983年7月25日—），澳大利亚女子草地滚球运动员。她曾代表澳大利亚参加2010年英联邦运动会草地滚球比赛，获得女子三人银牌。